# Осада Чернигова (1094)
Осада Чернигова (1094) — удачные действия Олега Святославича и его половецких союзников по овладению столицей вотчины Олега, принадлежавшей в то время Владимиру Мономаху.

## История
После тяжелейшего поражения Святополка и Владимира Мономаха от половцев на Стугне с гибелью Ростислава Всеволодовича (1093) и второго поражения Святополка у Желани произошло третье, снова общее, сражение с половцами у Халепа, известное только по «Поучению Владимира Мономаха». О подробностях сражения не известно, однако после него был заключён мир, скреплённый женитьбой Святополка на дочери хана Тугоркана (1094).
После гибели Ростислава Всеволодовича на Стугне в руках Владимира Мономаха оказалось всё левобережье Днепра от Чернигова и Переяславля до Мурома.
В 1094 году половцы с Олегом Святославичем осадили Владимира Мономаха в Чернигове. Вероятно, не имея надежд на помощь извне (в том числе от заключившего мир с половцами Святополка), Владимир решил покинуть город. Любопытную подробность содержит «Поучение Владимира Мономаха», характеризующую особенности военного дела того времени. Отступление из города не носило характер прорыва. Олег удержал своих союзников от нападения на дружину Владимира. При этом Владимиру приписывается фраза не хвалиться поганым! Судя по всему, добровольная сдача города была средством, не позволявшим половцам говорить о захвате одного из крупнейших городов на Руси. Однако, Олег в качестве платы за помощь отдал им на разграбление окрестности города.
Владимир ушёл в Переяславль, удержав за собой из черниговских волостей только Курск. На следующей фазе усобицы Святополк действовал вместе с Владимиром против Олега и половцев, что позволило Владимиру на время вернуть себе Чернигов.